# Dezimalsystem
Das Dezimalsystem (von mittellateinisch decimalis zu lateinisch decem ‚zehn‘) ist ein Begriff aus der Mathematik für dasjenige Zahlensystem, welches sich heutzutage als internationaler Standard etabliert hat. In seinem Aufbau ist es ein Stellenwertsystem mit der Basis zehn bzw. mit zehn verschiedenen Ziffern. Die Zahlzeichen werden aus den Dezimalziffern von 0 bis 9 und aus deren Aneinanderreihung gebildet. In dieser Form ist das Dezimalsystem für ganze Zahlen einsetzbar und auch – ergänzt durch ein Dezimalzeichen – für nicht-ganze Zahlen. Es wird auch als Zehnersystem oder Dekadisches System bezeichnet. In älteren Veröffentlichungen ist auch der Begriff Denärsystem zu finden.
Kulturgeschichtlich haben sich diese Dezimalzahlen in der indischen Zahlschrift entwickelt. Sie sind über den arabischen Raum in die europäischen Länder weitergelangt, siehe Geschichte des Stellenwertsystems. Im deutschsprachigen Raum beherrscht das Dezimalsystem das gesamte numerische Denken und Schreiben. Daneben führen noch – fachsprachlich in der elektronischen Datenverarbeitung – das Dualsystem (Binärsystem) sowie das Sedezimalsystem (Hexadezimalsystem) ein Nischendasein.
In den Zahlschriften der traditionellen chinesischen und japanischen Dezimalsysteme gibt es neben den Ziffern für die natürlichen Zahlen von 1 bis 9 zusätzlich Ziffern für Zehnerpotenzen. Letztere werden jeweils mit einer Zahlziffer paarweise kombiniert. Diese Schreibweise wird zunehmend durch die indische ersetzt.
In der Frühzeit der Entwicklung verschiedener Zahlensysteme und Zahlschriften ist als deren Basis die Zehn recht häufig verwendet worden. Die einfache Erklärung für diese Bevorzugung liegt darin, dass „unser erster persönlicher Computer“ unsere zehn Finger sind. Diese dienen beim Fingerrechnen als Zähl- und Rechenhilfe.
Seit dem 19. Jahrhundert auftauchende Vorschläge, das Duodezimalsystem (Zwölfersystem) wegen seiner Vorteile anstelle des Dezimalsystems einzuführen, sind bisher erfolglos geblieben.

## Dezimales Stellenwertsystem

Entwicklung der Ziffern

### Ziffern
Im Dezimalsystem verwendet man zehn verschiedene arabische Ziffern
0 (null), 1 (eins), 2 (zwei), 3 (drei), 4 (vier), 5 (fünf), 6 (sechs), 7 (sieben), 8 (acht), 9 (neun),
die als Dezimalziffern bezeichnet werden.

Die europäischen Zeichen für diese Ziffern stammen aus dem Maghreb und haben nicht die Form, die im Nahen Osten verwendet wird. Auch indische Schriften verwenden andere Zeichen. 

Aktueller Stand verschiedener Entwicklungen der Dezimalziffern

Die Ziffern, die als Zahlzeichen zusammengefasst den Wert einer Zahl ausdrücken, werden unmittelbar aneinander gereiht; lediglich Trennzeichen können eingefügt sein
- für eine Zifferngruppierung (z. B. Tausendertrennzeichen zur besseren Lesbarkeit) und
- bei nicht-ganzen Zahlen für die Abgrenzung zwischen dem ganzzahligen und dem gebrochenen Teil des Zahlzeichens.

Die Reihenfolge der Ziffern hat eine eigenständige Bedeutung. Jede Ziffer belegt eine Stelle (Position im Zahlzeichen), wozu man Einerstelle, Zehnerstelle, Hunderterstelle usw. unterscheidet. Bei der schriftlichen Addition können dann Einer unter Einer, Zehner unter Zehner usw. geschrieben werden. Diese Anordnung ist erst durch die Erfindung der Ziffer Null in der indischen Zahlschrift möglich geworden. Bei der Übertragung des Zahlwortes „zweihundertfünf“ in das Zahlzeichen „205“ darf die im Wort nicht vorhandene Zehnerstelle nicht fehlen, sondern sie ist mit einer 0 zu füllen. Anderenfalls würde „25“ geschrieben; dann wäre die 2 nicht mehr auf ihrer Hunderterstelle.

### Darstellung
Eine Dezimalzahl wird im deutschen Sprachraum meistens in der Form
{\displaystyle \mathbf {z} _{m}\mathbf {z} _{m-1}\ldots \mathbf {z} _{0}\mathbf {,z} _{-1}\mathbf {z} _{-2}\ldots \mathbf {z} _{-n}\qquad \left(m,n\in \mathbb {N} \right)}
geschrieben. Dabei ist jedes {\displaystyle \mathbf {z} _{i}} eine der zehn oben genannten Ziffern. (Zur besseren Unterscheidung werden hier Ziffernzeichen fett und ihre zugehörigen Ziffernwerte normal gedruckt.) Daneben existieren je nach Verwendungszweck und Staat noch weitere Schreibweisen. Jede Ziffer hat einen Ziffernwert; jede Stelle hat einen Stellenwert. Der Ziffernwert liegt in der konventionellen Zählreihenfolge. Der Stellenwert der {\displaystyle i}-ten Stelle wird durch die Zehnerpotenz {\displaystyle 10^{i}} festgelegt, wenn die Zählvariable zu {\displaystyle i=0} auf der Einerstelle festgelegt wird.
Natürliche Zahlen enden rechts mit der Ziffer {\displaystyle \mathbf {z} _{0}} auf der Einerstelle. Ihr vorangestellt werden die Ziffern {\displaystyle \mathbf {z} _{1}} auf der Zehnerstelle, {\displaystyle \mathbf {z} _{2}} auf der Hunderterstelle usw., bis man auf der höchstwertigen Stelle, die mit einer Ziffer belegt ist, bei {\displaystyle \mathbf {z} _{m}} ankommt. Sollen nur signifikante Stellen angegeben werden, so ist {\displaystyle z_{m}\neq 0}.
Positive rationale Zahlen (zum Beispiel {\displaystyle {\tfrac {65}{4}}}) können in einen ganzzahligen Teil und einen echten Bruch zerlegt werden (im Beispiel {\displaystyle {\tfrac {65}{4}}=16+{\tfrac {1}{4}}}), und der Bruch lässt sich in Zehntel, Hundertstel usw. umrechnen (im Beispiel {\displaystyle {\tfrac {1}{4}}={\tfrac {2}{10}}+{\tfrac {5}{100}}}). In der Schreibweise als Dezimalzahl folgen zur Anfügung des Bruchs rechts von der Einerstelle das Dezimalzeichen (im deutschsprachigen Raum ist das ein Komma) und auf Nachkommastellen die Ziffern {\displaystyle \mathbf {z} _{-1}} bis {\displaystyle \mathbf {z} _{-n}} (im Beispiel {\displaystyle {\tfrac {65}{4}}=16{,}25}). Dabei kann die Anzahl {\displaystyle n} begrenzt sein (im Beispiel {\displaystyle n=2}) oder auch unbegrenzt.– Ist der Wert (Absolutwert) einer Zahl kleiner als 1, so wird links vom Komma stets eine 0 geschrieben.
Der Wert {\displaystyle Z} der Dezimalzahl ergibt sich durch Summierung der mit ihrem zugehörigen Stellenwert multiplizierten Ziffernwerte. Zusätzlich ist das Vorzeichen voranzustellen; ein fehlendes Vorzeichen bedeutet ein Plus.
{\displaystyle Z=\sum _{i=-n}^{m}z_{i}\cdot 10^{i}>0\ ;\qquad Z=-\sum _{i=-n}^{m}z_{i}\cdot 10^{i}<0}.
Beispiel (mit {\displaystyle m=1} und {\displaystyle n=2}):
{\displaystyle 16{,}25=1\cdot 10^{1}+6\cdot 10^{0}+2\cdot 10^{-1}+5\cdot 10^{-2}}
oder
{\displaystyle 16{,}25=1\cdot 10+6\cdot 1+2\cdot 0{,}1+5\cdot 0{,}01}
Längere Ziffernfolgen werden zur besseren Lesbarkeit in Dreiergruppen strukturiert (ab dem Komma nach links und nach rechts), siehe Schreibweise von Zahlen. Dazu dient nach Empfehlung der ISO ein (geschütztes) schmales Leerzeichen als Tausendertrennzeichen; Punkte zur Gruppierung sollen nicht mehr verwendet werden, da diese in Teilen der Welt als Dezimalzeichen verwendet werden und daher missverständlich sind. Demnach wird die Dezimalzahl 76543210,9876 strukturiert in 76 543 210,987 6 oder für Teile der Schweiz in 76'543'210,9876.

### Dezimalbruchentwicklung
Die Umrechnung eines gewöhnlichen Bruchs in eine Dezimalzahl und darüber hinaus die Darstellung einer reellen Zahl in der vorstehenden Weise wird als Dezimalbruchentwicklung bezeichnet und unter diesem Stichwort ausführlicher behandelt.
Bei allen rationalen Zahlen ist die Folge der Ziffern periodisch ohne Ende. Im häufig auftretenden Sonderfall, wenn die Ziffernfolge ab einer gewissen Stelle durchweg aus Nullen besteht, sagt man, dass die Dezimalbruchentwicklung abbricht. Diese Nullen dürfen auf Nachkommastellen weggelassen werden, und der Dezimalbruch wird als endlicher Dezimalbruch bezeichnet.
Bei einem unendlichen Dezimalbruch wird mit der Schreibweise {\displaystyle 0,\mathbf {a} _{1}\mathbf {a} _{2}\mathbf {a} _{3}\ldots }  der Wert der Reihe {\displaystyle \sum _{i=1}^{\infty }a_{i}\cdot 10^{-i}} bezeichnet. Für periodische Dezimalbrüche gibt es eine abgekürzte Notation.
Eine irrationale Zahl enthält (auch) im Dezimalsystem eine unendliche, nicht-periodische Nachkommaziffernfolge. Angeben lässt sich davon stets nur ein endlicher Teil. Mit diesem kann man sich dem Wert der irrationalen Zahl zwar je nach Länge beliebig annähern, jedoch ist eine solche endliche Darstellung niemals exakt. Es ist also nur mithilfe zusätzlicher Symbole möglich, irrationale Zahlen exakt anzugeben. Beispiele solcher Symbole sind Wurzelzeichen, wie {\displaystyle {\sqrt {2}}}, Buchstaben wie {\displaystyle \pi } für die Kreiszahl oder {\displaystyle \mathrm {e} } für die Eulersche Zahl, sowie mathematische Ausdrücke wie unendliche Reihen oder Grenzwerte.

## Umrechnung in andere Stellenwertsysteme
Methoden zur Umrechnung von und in das Dezimalsystem werden im Artikel zum Stellenwertsystem und in Artikeln zu anderen Stellenwertsystemen beschrieben: Dualsystem, Ternärsystem, Oktalsystem, Duodezimalsystem, Hexadezimalsystem.

## Geschichte
Einer der ältesten Hinweise auf das Dezimalsystem prähistorischer Kulturen findet sich in einem Hortfund von Oberding aus der frühen Bronzezeit (um 1650 v. Chr.) mit 791 weitgehend standardisierten Spangenbarren aus Kupfer aus dem Salzburger Land und der Slowakei. Die Mehrzahl dieser Barren war in Gruppen zu 10 mal 10 Bündeln abgelegt worden.
Dezimale Zahlensysteme – noch ohne Stellenwertsystem und ohne Darstellung der Null – lagen im Altertum unter anderem den Zahlschriften der Ägypter, Minoer, Griechen und Römer zugrunde. Es handelte sich dabei um additive Zahlschriften, mit denen beim Rechnen Zahlen zwar als Gedächtnisstütze niedergeschrieben, aber arithmetische Operationen im Wesentlichen nicht schriftlich durchgeführt werden konnten: Diese waren vielmehr mit Kopfrechnen oder mit anderen Hilfsmitteln wie den Rechensteinen (griech. psephoi, lat. calculi, im Spätmittelalter auch Rechenpfennige oder franz. jetons genannt) auf dem Rechnen auf Linien und möglicherweise mit Fingerrechnen zu leisten.

Fingerzahlen nach Beda Venerabilis, linke Hand

Fingerzahlen nach Beda Venerabilis, linke Hand

Den in römischer und mittelalterlicher Zeit verbreiteten, in etwas anderer Form auch in der arabischen Welt gebrauchten Fingerzahlen lag ein dezimales System für die Darstellung der Zahlen 1 bis 9999 zugrunde, ohne Zeichen für Null, und mit einem Positionssystem eigener Art. Hierbei wurden durch genau festgelegte Fingerstellungen auf der linken Hand mit kleinem, Ring- und Mittelfinger die Einer 1 bis 9 und mit Zeigefinger und Daumen die Zehner 10 bis 90 dargestellt, während auf der rechten Hand die Hunderter mit Daumen und Zeigefinger spiegelbildlich zu den Zehnern und die Tausender mit den drei übrigen Fingern spiegelbildlich zu den Einern dargestellt wurden. Diese Fingerzahlen sollen nicht nur zum Zählen und zum Merken von Zahlen, sondern auch zum Rechnen verwendet worden sein; die zeitgenössischen Schriftquellen beschränken sich jedoch auf die Beschreibung der Fingerhaltungen und geben keine nähere Auskunft über die damit durchführbaren rechnerischen Operationen.

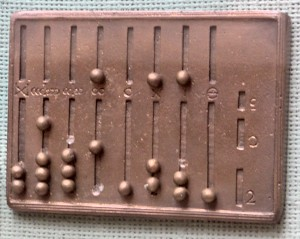
Römischer Handabacus (Rekonstruktion)

Auf den Rechenbrettern des griechisch-römischen Altertums und des christlichen Mittelalters stand (demgegenüber) für die Darstellung ganzer Zahlen ein vollwertiges dezimales Stellenwertsystem zur Verfügung, indem für eine gegebene Zahl die Anzahl ihrer Einer, Zehner, Hunderter usw. durch Rechensteine in entsprechenden vertikalen Dezimalspalten dargestellt wurde. Auf dem antiken Abakus geschah dies durch Ablegen oder Anschieben einer entsprechenden Anzahl von Calculi in der jeweiligen Dezimalspalte, wobei zusätzlich eine Fünferbündelung praktiziert wurde, indem je fünf Einheiten durch einen einzelnen Calculus in einem seitlichen oder oberen Sonderbereich der Dezimalspalte repräsentiert wurden. Auf dem Klosterabakus des Frühmittelalters, der häufig mit Gerbert von Aurillac verbunden wird und vom 10. bis 12. Jahrhundert in Gebrauch war, wurde stattdessen die Anzahl der Einheiten in der jeweiligen Dezimalspalte nur durch einen einzelnen Stein dargestellt, der mit einer Zahl von 1 bis 9 beziffert war. Obwohl ein Rechenstein mit einer aus dem Arabischen stammenden Ziffer für Null (mittellateinisch cifra) zur Verfügung stand, wurde er beim abazistischen Rechnen für einen anderen Zweck verwendet – das war eine im 10. bis 12. Jahrhundert auf dem Gerbertschen Abakus gebräuchliche Rechenmethode. Das spätere Mittelalter und die Frühe Neuzeit kehrte wieder zur Verwendung unbezifferter Rechensteine zurück, welche die Spalten – nunmehr horizontal gezogenen Linien – entweder für dezimales Rechnen mit ganzen Zahlen an der Basiszahl 10 (mit Fünferbündelung), oder für das Finanzrechnen an den aus dem karolingischen Münzwesen (1 Pfund = 20 Schilling = 240 Pfennig) ererbten monetären Grundeinheiten verwendete. Auf den antiken wie auf den mittelalterlichen Varianten dieses Hilfsmittels erfolgte die Darstellung des Wertes Null jeweils durch Freilassen der betreffenden Dezimalspalte bzw. Linie, so auch auf dem Abakus. Mithilfe der antiken und mittelalterlichen Rechenbretter ließen sich Addition und Subtraktion erheblich vereinfachen, während sie für Multiplikation und Division wenig geeignet waren oder verhältnismäßig komplizierte Operationen erforderten, die besonders für den Klosterabakus in mittelalterlichen Traktaten beschrieben wurden und in ihrer Schwierigkeit berüchtigt waren.
Eine Zahlschrift mit vollwertigem Stellenwertsystem, bei dem auch die Position des Zahlzeichens dessen Wert bestimmt, entwickelten zuerst die Babylonier auf der Basis 60 und ergänzten es vermutlich schon vor dem 4. Jahrhundert vor Chr. auch um ein eigenes Zeichen für Null. Dieses Sexagesimalsystem hat Auswirkung bis in die Jetztzeit in der Unterteilung der Winkeleinheit Grad und der Zeiteinheit Stunde in 60 Minuten und der Minute weiter in 60 Sekunden. Eine Zahlschrift mit Stellenwertsystem auf der Basis 10, aber noch ohne Zeichen für die Null, entstand in China vermutlich bereits einige Jahrhunderte vor der Zeitenwende (in Einzelheiten bezeugt seit dem 2. Jahrhundert vor Chr.), wahrscheinlich mithilfe von Rechenstäbchen auf einer schachbrettartig eingeteilten chinesischen Variante des Abakus, und wurde erst unter indischem Einfluss seit dem 8. Jahrhundert auch um ein Zeichen für Null ergänzt.
In Indien selbst sind die Anfänge des positionellen Dezimalsystems mit Zeichen für die Null nicht sicher zu bestimmen. Die ältere Brahmi-Zahlschrift, die vom 3. bis zum 8. Jahrhundert in Gebrauch war, verwendete ein dezimales System mit Ansätzen zu positioneller Schreibung, aber noch ohne Zeichen für Null. Die älteste indische Form der heutigen indo-arabischen Ziffern, mit aus der Brahmi-Zahlschrift herzuleitenden Zeichen für 1 bis 9 und einem Punkt oder kleinen Kreis für Null, ist durch sicher datierbare epigraphische Zeugnisse zuerst außerhalb Indiens seit dem 7. Jh. in Südostasien als indischer Export und in Indien selbst seit dem 9. Jahrhundert zu belegen; man nimmt jedoch an, dass die Verwendung dieses Ziffernsystems in Indien bereits im 5. Jahrhundert begann. Das gleiche positionelle Dezimalsystem mit Zeichen für Null lag auch dem in etwa gleichzeitigen gelehrten Zahlwortsystem indischer Astronomen zugrunde, in dem umschreibende Ausdrücke wie „Anfang“ (1), „Augen“ (2), „die drei Zeitstufen“ (3) für die Zahlen 1 bis 9 und „Himmel“, „Leere“, „Punkt“ oder andere Wörter für Null gemäß ihrem dezimalen Stellenwert als sprachliche Umschreibung mehrstelliger Zahlen gereiht wurden. Als frühes Zeugnis einer solchen positionellen Setzung von in diesem Fall weitgehend unmetaphorischen sprachlichen Zahlenbezeichnungen gilt bereits das 458 in Prakrit verfasste Lokavibhaga, das allerdings nur in einer späteren Sanskritübersetzung erhalten ist. Voll ausgebildet findet sich das umschreibende Zahlwortsystem dann bei Bhaskara I. (7. Jh.).
Von den Arabern und den von ihnen arabisierten Völkern wurde für die Schreibung von Zahlen zunächst das dezimale additive System der alphabetischen griechischen Zahlschrift, anfangs vermittelt durch hebräisches und syrisches Vorbild, übernommen und auf die 28 Buchstaben des arabischen Alphabets übertragen. Spätestens seit dem 8. Jahrhundert wurden jedoch zuerst im arabischen Orient und im Verlauf des 9. Jahrhunderts dann auch in Nordafrika und Al-Andalus die indischen Ziffern und darauf beruhenden Rechenmethoden bekannt. Die früheste Erwähnung findet sich im 7. Jahrhundert durch den syrischen Bischof Severus Sebokht, der das indische System ausdrücklich lobt. Eine wichtige Rolle bei der Verbreitung in der arabischen und der westlichen Welt spielte Muhammad ibn Musa al-Chwarizmi, der die neuen Ziffern nicht nur in seinen mathematischen Werken verwendete, sondern um 825 auch eine nur in lateinischer Übertragung erhaltene Einführung Kitāb al-Dschamʿ wa-l-tafrīq bi-ḥisāb al-Hind („Über das Rechnen mit indischen Ziffern“) mit einer für den Anfänger geeigneten Beschreibung des Ziffernsystems und der darauf beruhenden schriftlichen Grundrechenarten verfasste.
Im 10./11. Jahrhundert waren im lateinischen Westen bereits westarabische oder daraus abgeleitete Ziffern (apices genannt) auf den Rechensteinen des Klosterabacus aufgetaucht. Sie wurden aber nicht auch darüber hinaus als Zahlschrift oder sogar für schriftliches Rechnen verwendet. Zusammen mit dem Klosterabacus gerieten sie wieder in Vergessenheit. Al-Chwarizmi verhalf seit dem 12. Jahrhundert in lateinischen Bearbeitungen und daran anknüpfenden volkssprachlichen Traktaten dem indischen Ziffernrechnen zum Durchbruch. Deren Anfangsworte Dixit Algorismi bewirkten, dass „Algorismus“, die lateinische Wiedergabe seines Namens, sich weithin als Name dieser neuen Rechenkunst etablierte. Besonders in Italien, wo Leonardo Fibonacci es in seinem Liber abbaci auch aus eigener, in Nordafrika erworbener Kenntnis bekannt machte, konnte das indische Ziffernrechnen seit dem 13. Jahrhundert den Abacus (mit unbezifferten Rechensteinen) im Finanzwesen und kaufmännischen Bereich nahezu vollständig verdrängen und sogar dessen Namen (abbaco) annehmen. In übrigen Ländern wurde es zwar zum Gegenstand des wissenschaftlichen und kaufmännischen Unterrichts, besaß bis zur Frühen Neuzeit aber im Rechnen auf Linien einen übermächtigen Konkurrenten. Auch als einfache Zahlschrift für die praktischen Zwecke des Niederschreibens von Zahlen und des Nummerierens, für die kein Stellenwertsystem benötigt wird, konnten sich die indo-arabischen Ziffern erst seit der frühen Neuzeit allmählich gegen die römischen Zahlen durchsetzen.
Der Gebrauch von Nachkommastellen ist erstmals nachgewiesen bei Giovanni Bianchini gegen Mitte des 15. Jahrhunderts. Weitere Verbreitung des Dezimalzeichens findet sich seit Simon Stevin und Christophorus Clavius gegen Ende des 16. Jahrhunderts.